# Villalba (Soria)
Villalba es una localidad  y también una pedanía españolas de la provincia de Soria, partido judicial de Almazán, (comunidad autónoma de Castilla y León). Pueblo de la Comarca de Almazán, pertenece al municipio de Coscurita.
Desde el punto de vista jerárquico de la Iglesia católica forma parte de la Diócesis de Osma la cual, a su vez, pertenece a la Archidiócesis de Burgos, aunque históricamente ha pertenecido al obispado de Sigüenza en el arciprestazgo de Almazán.

## Geografía

Término municipal de Coscurita.

«...Lugar de unas 60 almas, agregado al municipio de Coscurita, con cuyo término y los de Almazán, Neguillas y Bordegé, confina, encontrándose dentro del suyo, el despoblado de Algarabel. 
Tiene Iglesia parroquial de Sta. Quiteria, rural de segunda clase, escuela incompleta retribuida con 125 pesetas anuales, casa y retribuciones; fuente de medianas aguas; casa rectoral, y un prado de pastos con muchos espinos. 
Se halla situado en un llano; con clima frío y buena ventilación, y su terreno, que es bastante accidentado, y no de la mejor calidad, produce granos, legumbres y alguna hortaliza. 
Dista siete leguas de Soria su provincia y audiencia; veintinueve de Burgos, su Capitanía general, y una de Almazán, su arciprestazgo, partido judicial, y centro de Conferencias....»

## Demografía
En el año 1981 contaba con 15 habitantes, concentrados en el núcleo principal, pasando a 5 en 2020.

## Historia
A la caída del Antiguo Régimen la localidad se constituye en municipio constitucional  en la región de Castilla la Vieja, partido de Almazán que en el censo de 1842 contaba con 7 hogares y 34 vecinos, para posteriormente integrarse en Coscurita.
En 1986, en el paraje conocido como Barranco Hondo, fue hallado por casualidad un fragmento de pizarra negra con representación de fauna paleolítica. La pieza, expuesta en el Museo Numantino de la capital de la provincia y conocida como la Placa de Villalba, ha sido declarada en 2014 Bien de Interés Cultural con categoría de Bien mueble por la Junta de Castilla y León, e incluida como hito dentro del Itinerario Cultural Caminos de Arte Rupestre Prehistórico.